# Strandesia canadensis
Strandesia canadensis är en kräftdjursart som först beskrevs av Georg Ossian Sars 1926.  Strandesia canadensis ingår i släktet Strandesia och familjen Cyprididae. Inga underarter finns listade i Catalogue of Life.